# Pasky-Aryk
Pasky-Aryk (kirgisisch Паскы-Арык) ist ein Dorf in Kirgisistan mit 2497 Einwohnern (Stand 2023).

## Geographie
Das Dorf liegt im Rajon Batken des Oblus Batken. Es ist der Landgemeinde Samarkandyk untergeordnet. Das Dorf liegt im zentralen Teil des Oblus, am westlichen Ufer des Flusses Isfara. Es befindet sich in einer Entfernung von etwa 21 Kilometern (Luftlinie) westsüdwestlich der Stadt Batken, dem Verwaltungszentrum des Rajon und des Oblus.

## Bevölkerung
| Jahr | Einwohner |
| ---- | --------- |
| 2009 | 2461      |
| 2015 | 2950      |
| 2023 | 2497      |

Anmerkung: 2009 Volkszählungsdaten, 2015–2023 Fortschreibung